# Kolda z Koldic
Kolda z Koldic OP (* mezi 1265–1275; † mezi 1323–1327) byl příslušník českého panstva, dominikán, diplomat a dvořan českých králů Václava II. a Jana Lucemburského, učený lektor, inkvizitor a spisovatel.

## Život
Kolda je nám dnes znám především díky Pasionálu abatyše Kunhuty, je totiž autorem několika v něm obsažených textů. V pramenech se objevuje jako frater Colda. Jako Colda de Coldicz je uveden v listině Jana Lucemburského, v níž je doporučován papeži Klimentovi V. za penitenciáře do Říma a kde se výslovně zmiňuje jeho šlechtický původ. Nejspíše tedy pocházel z rodu pánů z Koldic, původně usedlého v Míšni, který však také vlastnil statky v Čechách. Kolda působil jako lektor v dominikánském klášteře při kostele sv. Klimenta na Starém Městě pražském. Působil též jako inkvizitor a převor české dominikánské provincie. Velmi pravděpodobně se osobně znal s německým mistrem a mystikem Eckhartem, který strávil nějakou dobu v Čechách jako vizitátor české provincie. V dedikaci Kunhutě vzpomíná na svůj pobyt na dvoře jejího bratra Václava II., není vyloučeno, že patřil mezi kleriky, s nimiž král rád rozmlouval. S abatyší Kunhutou se musel blíže znát. Možná byl pověřen duchovním vedením svatojiřské komunity. V roce 1305 se poprvé objevuje v pramenech svatojiřského kláštera. Ačkoli byl jistě kvůli mnoha zastávaným úřadům velmi zaměstnán, vyhověl Kunhutiným prosbám a zpracoval téma, které mu určila. Na konečnou podobu Kunhutina pasionálu však nejspíše neměl žádný vliv. Zůstal jen autorem textů, které do něj přepsal svatojiřský kanovník Beneš.

## Dílo

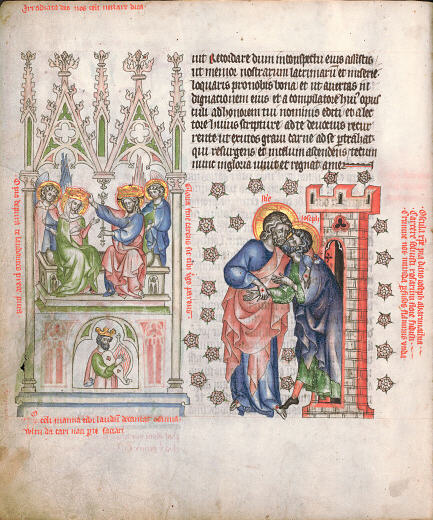
Závěr Koldova traktátu O statečném rytíři v Pasionálu abatyše Kunhuty

Dochovaly se dva Koldovy latinské teologické spisy:
- De strenuo milite (O statečném rytíři) z roku 1312
- De mansionibus celestibus (O nebeských příbytcích) z roku 1314

Oba spisy byly dedikovány svatojiřské abatyši Kunhutě Přemyslovně a jejich opisy pořízené kanovníkem Benešem se zachovaly v tzv. Pasionálu abatyše Kunhuty. V nich Kolda alegoricky vysvětluje náboženské pravdy. Po teologické ani literární stránce nepřekračují průměr dobové evropské produkce náboženských vzdělávacích spisů. Nevyznačují se ani vzrušenou emocionalitou, ani myšlenkovou originalitou. Kolda měl se svým konzervativním přístupem daleko blíže k racionální argumentaci, než k vypjatým emocím mystického charakteru. Jeho cílem bylo čtenáře poučit, nikoli ho vyvést na cestu mystického prožitku. Kolda spisy nepsal z vnitřní potřeby, nýbrž na objednávku – dokázal na nich svou vzdělanost a projevil schopnost rychle vyhovět objednavatelčinu zadání (prý je sepsal během několika málo dní). To se odrazilo v malé myšlenkové originalitě. Hodnota Koldových spisů tak spočívá spíše v kontextu jejich dochování – v rámci luxusního rukopisu, u kterého známe objednavatele, písaře i autora velké části textů. Mystický náboj Koldovým spisům propůjčil až kanovník Beneš svými iluminacemi.
Koldovy traktáty byly vydány roku 1997 nakladatelstvím OIKOYMENH nejen v latinském originále, ale i v novodobém českém překladu Dany Martínkové.